# Grand Slam (бомба)
Grand Slam (с англ. — «большой шлем», буквально «большой хлопо́к») — сейсмическая бомба, применявшаяся Королевскими ВВС против важных стратегических объектов ближе к концу Второй мировой войны. Бомба Grand Slam была разработана британским инженером Барнсом Уоллесом и стала развитием идей, заложенных в его предыдущую разработку — бомбу Tallboy.

## Разработка
Когда бомба «Толбой» подтвердила свою эффективность, Уоллес создал ещё более мощное оружие… Эта десятитонная бомба появилась весной 1945 г. и мы весьма успешно использовали её против железных дорог и виадуков, ведущих в Рур, а также против нескольких баз подводных лодок.
Оригинальный текст (англ.)When the success of the Tallboy bomb was proved Wallis designed a yet more powerful weapon... This 22,000 lb. bomb did not reach us before the spring of 1945, when we used it with great effect against viaducts or railways leading to the Ruhr and also against several U-boat shelters.
— Маршал Королевских ВВС сэр Артур Трэверс Харрис, 1947 г.
Работы над созданием более мощной модификации бомбы Tallboy начались 18 июля 1943 г. Их результатом стала десятитонная бомба Grand Slam. Как и у Tallboy, хвостовое оперение Grand Slam создавало стабилизирующий вращательный момент, так как бомба должна была входить в землю строго вертикально. Более прочный, чем у обычной бомбы, корпус позволял ей проникнуть глубже в землю. Из-за прочного корпуса вес заряда взрывчатого вещества был снижен, что потребовало применения самой эффективной британской взрывчатки того времени — торпекса. После того, как горячий торпекс заливался внутрь корпуса бомбы, требовалось около месяца для того, чтобы он затвердел.
Из-за дороговизны и сложности производства Grand Slam экипажам бомбардировщиков давалось указание — в случае, если бомба не была сброшена на цель, возвращаться с ней на базу вместо того, чтобы сбрасывать её в море (как в случае с обычными бомбами).
Для несения бомб использовался специально модифицированный бомбардировщик Avro Lancaster. После сброса с высоты около 8 км бомба достигала сверхзвуковой скорости и проникала в землю на глубину до 40 м. В результате подземного взрыва возникала сейсмическая волна, наносившая ущерб сооружениям на поверхности земли.
Полевые испытания новой бомбы проводились на захваченном в октябре 1944 г. секретном заводе по производству ракет V-2 на севере Франции. В период с 10 по 20 ноября 1944 г. на железобетонный купол, защищавший завод, было сброшено несколько бомб Grand Slam.

## Боевое применение

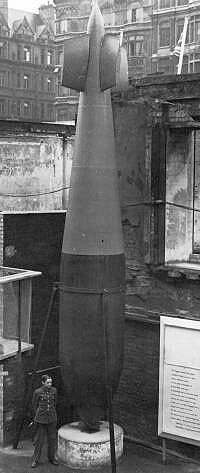

Бомбы Grand Slam успешно применялись против баз подводных лодок в Бресте (Франция) и Фарге. К моменту окончания войны была сброшена 41 бомба Grand Slam.
Билефельд, 14 марта 1945 года
Бомбардировщик Avro Lancaster 617-й эскадрильи Королевских ВВС сбросил одну бомбу Grand Slam с высоты около 5 км на железнодорожный виадук в городе Билефельд. Более 30 метров виадука было разрушено в результате этого удара и ударов нескольких бомб Tallboy. Самолёт не был сбит.
Арнсберг, 15 марта 1945 года
Два бомбардировщика Avro Lancaster 617-й эскадрильи Королевских ВВС, нёсших по одной бомбе Grand Slam и 14 самолётов 9-й эскадрильи Королевских ВВС, нёсших бомбы Tallboy, нанесли удар по железнодорожному виадуку в городе Арнсберг. Виадук был повреждён незначительно. Ни один самолёт не был сбит.
Арнсберг, 19 марта 1945 года
Самолёты 5-й группы Королевских ВВС нанесли удары по железнодорожному виадуку в городе Арнсберг и мосту через реку Везер в городе Флото. Во время бомбардировки виадука в Арнсберге самолёты 617-й эскадрильи Королевских ВВС сбросили 6 бомб Grand Slam и обрушили около 40 метров виадука. Бомбардировка моста во Флото силами 9-й эскадрильи Королевских ВВС оказалась безуспешной.
Фарге, 27 марта 1945 года
20 бомбардировщиков Avro Lancaster 617-й эскадрильи Королевских ВВС совершили налёт на почти достроенную базу подводных лодок в Фарге, защищённую железобетонной крышей толщиной 7 метров. Две бомбы Grand Slam пробили крышу ангара и взорвались внутри. Сооружение было полностью выведено из строя. Ни один самолёт не был сбит.
Гамбург, 9 апреля 1945 года
17 бомбардировщиков Avro Lancaster 617-й эскадрильи Королевских ВВС, нёсших бомбы Grand Slam и Tallboy, успешно атаковали базу подводных лодок в городе Гамбург.